# Akhund Mulla Muhammad Kazim Khurasani
Akhund Mulla Muhammad Kazim Khurasani (persa: محمدکاظم خراسانی; 1839-1911) fou un aiatol·là persa nascut a Tus (Khurasan) que va estudiar a Mashad. El 1861 es va establir a Najaf i fou deixeble de Mirza Hasan Shirazi, el gran cap xiïta. A la mort d'aquest el 1895 va esdevenir el seu successor.
A partir del 1906 va ser partidari de la constitució persa del que fou un gran defensor junt amb Mazanderani, Tihrani i Naini. Quan Muhammad Ali Shah va derogar la constitució el 1908 va emetre una fatwa declarant que l'obediència al xa i el pagament d'impostos al seu govern eren contraris a l'islam, i es va oposar a l'aiatol·là Fadl Allah Nuri de Teheran, que opinava tot el contrari. Després de la revolució a l'Imperi Otomà del 1908, va sostenir als Joves Turcs i va amenaçar d'enderrocar al sultà després de la contrarevolució de 1909 (vivia a l'Iraq que llavors era província otomana). Després es va arranjar el conflicte i va reconèixer al sultà com a califa i el 1911 va declarar la guerra santa a Itàlia quan va envair Líbia.
El 1909 va estar a punt d'anat a Pèrsia amb milers de seguidors per enderrocar al xa però aquest va caure abans de l'actuació de Khurasani; el 1911 va intentar combatre l'antic xa que amb suport rus buscava recuperar al tron però va morir sobtadament.